# Tilly-sur-Meuse
Tilly-sur-Meuse é uma comuna francesa na região administrativa de Grande Leste, no departamento de Meuse. Estende-se por uma área de 13,69 km². Em 2010 a comuna tinha 288 habitantes (densidade: 21 hab./km²).